# 克勒拉希鄉 (博托沙尼縣)
克勒拉希鄉（羅馬尼亞語：Comuna Călărași, Botoșani），是羅馬尼亞的鄉份，位於該國東北部，由博托沙尼縣負責管轄，面積59平方公里，海拔高度145米，2007年人口3,757，人口密度每平方公里64人。